# Kauko Hämäläinen
Kauko Samuel Hämäläinen, född 24 december 1928 i Suojärvi, död 14 december 1986 i Helsingfors, var en finländsk målare. 
Hämäläinen besökte Fria konstskolans kvällslinje och deltog 1954–1959 i den ordinarie undervisningen. Han målade ännu i mitten av 1950-talet geometriskt komponerade figurativa arbeten men kom därefter att tillhöra de centrala gestalterna bland de abstrakta målarna på 1950-talet. Hans stil var målerisk och skiljde sig från dem som arbetade mera konstruktivistiskt. På 1960-talet var hans arbeten mera informalistiska och hans färgskala knapp. Närmare 1970-talet blev horisontella och vertikala linjer dominerande och färgerna klarnade. På 1980-talet utförde han mest känsliga kol- och pastellarbeten i målerisk stil. Han levde ett tillbakadraget liv och ställde sällan ut. Som konstnär var han flitig, men självkritisk. Han utförde en offentlig målning i åtta delar för kanslihuset i Östra Böle. Han verkade som lärare vid Fria konstskolan 1967–1977 och vid Tekniska högskolan på 1970-talet. Han tillhörde 1959–1969 konstnärsgruppen Ryhmä 4, den första i Finland vars samtliga medlemmar målade i abstrakt stil.